# Reivindicações territoriais da Antártida

Mapa de reivindicações territoriais na Antártica, incluindo a não reclamada Terra de Marie Byrd
Argentina
Austrália
Chile
França
Nova Zelândia
Noruega
Reino Unido

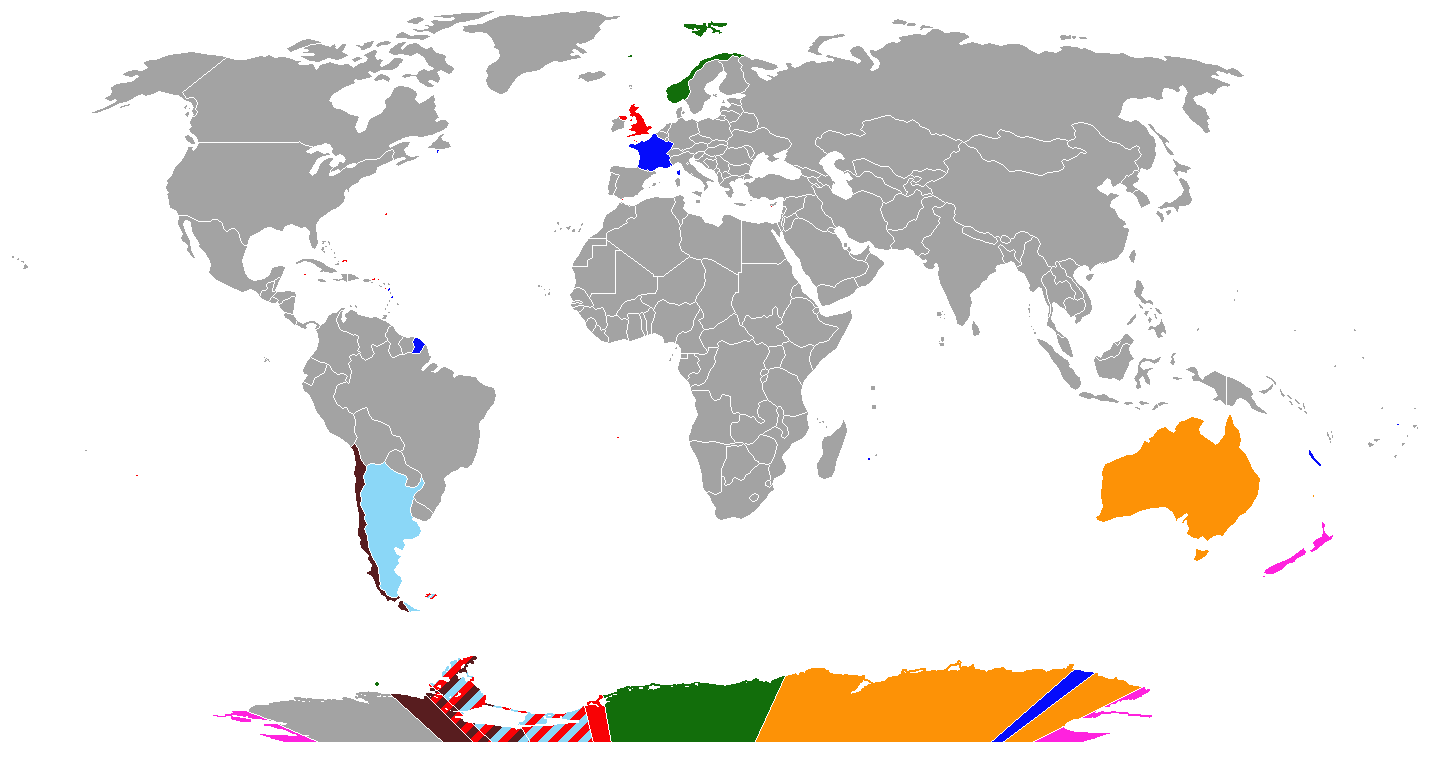
Reivindicações territoriais na Antártida.

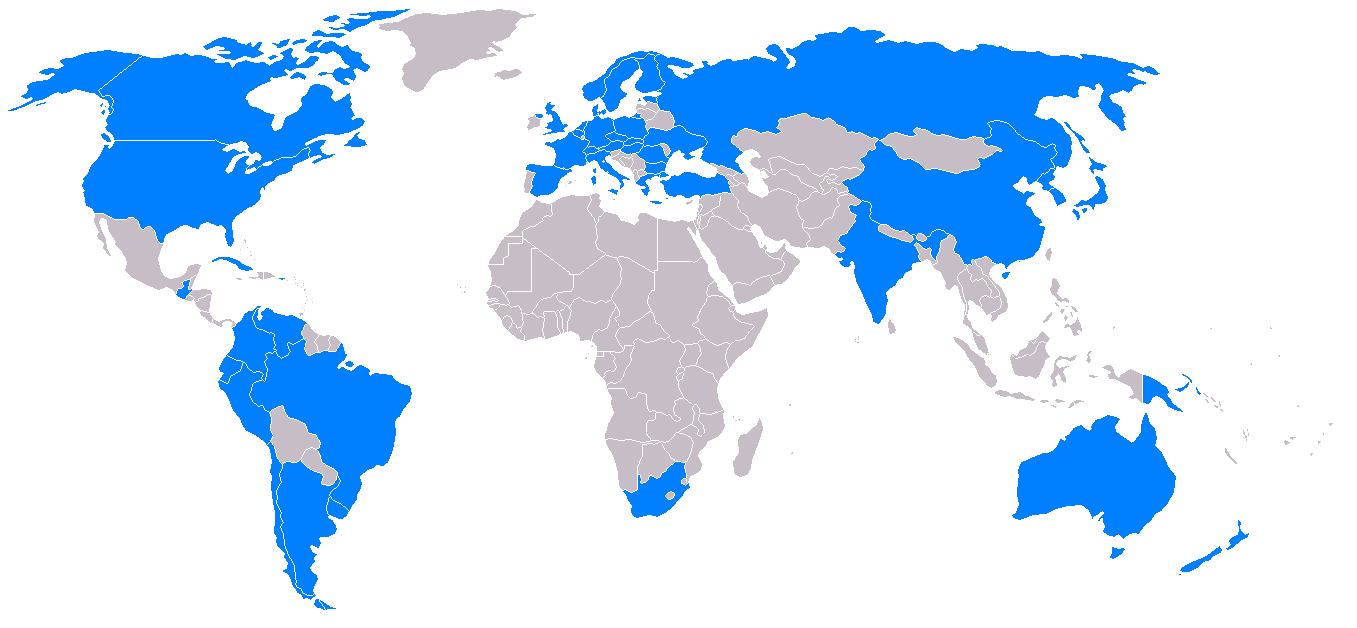
Nações com estações de pesquisas na Antártida

Reivindicação territorial brasileira proposta por Therezinha de Castro e Delgado de Carvalho, nunca reconhecida pelo governo brasileiro.

Reivindicações territoriais da Antártida estão presentes no continente antártico desde a sua descoberta no século XIX e ao longo do século XX. Várias nações reivindicaram territórios, o tema deu origem ao Tratado da Antártida.
Atualmente há sete nações reivindicantes que mantêm uma reivindicação territorial em oito territórios na Antártida. Estes países procuraram instalar bases de observações científicas e estudos nos territórios reivindicados.
A União Soviética e os Estados Unidos fizeram reservas às restrições a novas reivindicações e os Estados Unidos e a Rússia declararam seus direitos de fazer reivindicações no futuro, se assim desejarem. O Brasil mantém a Estação Antártica Comandante Ferraz (a Base Antártica Brasileira).
Há uma suposta teoria brasileira para a delimitação de territórios usando meridianos, que daria territórios à Argentina, ao Uruguai, ao Peru e ao Equador, também. A suposta reivindicação brasileira, também chamada de Teoria da Defrontação, originalmente proposta por Therezinha de Castro e Delgado de Carvalho, nunca foi reconhecida pelo governo, apesar de ter tido razoável aceitação entre círculos militares. O Brasil jamais fez uma reivindicação territorial: por um lado porque isso traria um desnecessário conflito com argentinos e britânicos, que reivindicam o setor proposto por Castro e Carvalho, por outro, porque a Teoria da Defrontação não tem o menor fundamento jurídico (chega a invocar o Tratado de Tordesilhas em seus argumentos). Esse erro é recorrente e cria toda uma teoria de conspiração, o que não colabora com a posição brasileira no Sistema do Tratado da Antártica.
Em geral, reivindicações territoriais abaixo do paralelo 60° sul somente têm sido reconhecidas entre os países que já possuem reivindicações na área. Contudo, reivindicações frequentemente são indicadas em mapas da Antártida - o que não significa o reconhecimento de jure.
Todas as áreas reivindicadas exceto a Ilha de Pedro I (veja abaixo) são setores, os quais os limites são definidos por graus de longitude. Em termos de latitude, os limites ao norte de todos os setores é o paralelo 60° sul, que não corta nenhuma porção de terra, continente ou ilha, e também é o limite norte do Tratado da Antártida. Os limites ao sul de todos os setores se encontram em um ponto, o Polo Sul. Somente o setor norueguês é uma exceção: a reivindicação original de 1930 não especifica os limites norte e sul, sendo que seu território somente é definido por limites a leste e a oeste.

## Tratado da Antártida
O Tratado da Antártida estabelece que assinar o tratado:
- não é uma renúncia a nenhuma reivindicação territorial anterior.
- não afeta as bases de reivindicações realizadas como um resultado de atividades da nação signatária na Antártida.
- não afeta os direitos de um Estado sob o Direito Internacional Consuetudinário reconhecer (ou recusar a reconhecer) qualquer outra reivindicação territorial.

O que o tratado afeta são as novas reivindicações:
- Nenhuma atividade realizada após 1961 pode servir de base para novas reivindicações territoriais.
- Nenhuma nova reivindicação pode ser feita.
- Nenhuma reivindicação pode ser ampliada.